# Slither.io
Slither.io è un videogioco online multiplayer disponibile per iOS, Android e browser web, sviluppato da Steven Howse. I giocatori controllano un avatar simile a un verme, che consuma palline multicolori, sia di altri giocatori che di quelli che si generano naturalmente sulla mappa nel gioco, per aumentare di dimensioni. L'obiettivo del gioco è far crescere il "worm" più lungo nel server. Slither.io è simile nel concetto al popolare gioco web del 2015 Agar.io e ricorda il classico gioco arcade Snake.
Il gioco è cresciuto in popolarità in seguito alla sua promozione tra diversi importanti utenti di YouTube come PewDiePie, ed è arrivato in cima all'App Store poco dopo la sua uscita. La versione del browser di Slither.io è stata classificata da Alexa come uno dei 1.000 siti più visitati entro luglio 2016, mentre la versione iOS si è classificata al primo posto nelle app più scaricate sull'App Store. Una versione mobile del gioco per Android è stata pubblicata il 27 marzo 2016. L'accoglienza del gioco è stata positiva, con i revisori che ne hanno elogiato l'aspetto e la personalizzazione ma lo hanno criticato per la sua bassa giocabilità e il prezzo elevato che gli utenti devono pagare per rimuovere le pubblicità.

## Modalità di gioco
L'obiettivo del gioco è quello di controllare un verme e mangiare le palline colorate che si trovano sparse per la mappa per diventare più grande e sconfiggere altri giocatori per diventare il verme più largo nella partita.
Ogni partita si gioca all'interno di una mappa di forma circolare, nello schermo in basso c'è una mini-mappa che serve al giocatore per intuire la propria distanza dal confine esterno del campo di gioco.
Se il giocatore riesce a collidere con le teste degli altri vermi con il corpo, riesce ad uccidere il nemico. Una volta morto, il nemico si trasformerà in un ammasso di palline fosforescenti che il giocatore potrà poi raccogliere per aumentare di massa.
Con il tasto barra spaziatrice si può aumentare la velocità di movimento, questo però, farà perdere al giocatore una piccola quantità di massa che rilascerà sotto forma di palline fosforescenti simili a quelle rilasciate dai giocatori quando vengono eliminati.
Per eliminare altri giocatori esistono diverse strategie, tra le quali "attorcigliare" gli altri giocatori per costringerli a sbattere, ingaggiare una "gara" di velocità per portarli a colpire il proprio corpo, oppure "schiacciare" gli avversari contro un verme più grosso o contro i limiti della mappa.

### Costumi disponibili
Nel gioco attualmente ci sono 62 costumi unici, ognuno personalizzabile con più colori che il giocatore può selezionare. Se non si sceglie alcun costume il gioco selezionerà automaticamente un colore casuale, mentre invece tra i vari disponibili ci sono anche riferimenti a famosi YouTuber come JackSepticEye, KwebbelKop, PewDiePie, Jelly, ArcadeGo; molti costumi ispiranti a bandiere di molti stati europei o americani o semplicemente di social come Reddit, Google Play o 4chan.

## Sviluppo
Al creatore di Slither.io Steven Howse venne idea di produrre il gioco durante una crisi economica. A causa di ciò, Steven dovette trasferirsi da Minneapolis a Michigan, dove creò il famoso gioco Agar.io. Il gioco che aveva in mente Howse era un multiplayer online, ma l'unico programma per realizzare il gioco al tempo era Adobe Flash: fu per questo che abbandonò l'idea per tempo. Riuscì finalmente a creare il popolare videogioco quando scoprì WebSocket, un protocollo low-budget supportato da molti browser e lo pubblicò nel 25 marzo 2016 dopo 6 mesi di sviluppo del gioco.